# Kurt Bennewitz
Kurt Gustav David Bennewitz (Magdeburgo, 2 de janeiro de 1886 – Ückesdorf, Bonn, 1964) foi um químico (físico-química) alemão.

## Vida
Bennewitz estudou física e química a partir de 1904 em Munique, Heidelberg, Berlim e Genebra, obtendo um doutorado em 1909 na Universidade de Berlim, orientado por Walther Nernst, com a tese Beiträge zur Frage der Zersetzungsspannung. De 1910 a 1913 foi assistente de Willi Marckwald em Berlim, trabalhando com a medição de radioatividade. Na Primeira Guerra Mundial foi observador de aviões e engenheiro, atingindo a patente de tenente. Obteve a habilitação em Berlim em 1924 (Elastische Nachwirkung, Hysteresis und innere Reibung) e lecionou na Landwirtschaftliche Hochschule Berlin.
A partir de 1927 foi professor de físico-química na Universidade de Jena, a partir de 1932 como professor titular. Depois da Segunda Guerra Mundial ficou com as forças dos Estados Unidos em Berlim Ocidental, e apesar de seus esforços não pode retornar para Jena para assumir sua cátedra. De 1947 até sua aposentadoria em 1952 foi temporariamente professor de físico-química na Universidade de Würzburgo. Depois esteve ainda até 1958 na Universidade de Stuttgart.
Trabalhou em muitas áreas da química física, dentre as quais eletrólise (processos irreversíveis em eletrodos, potenciais de eletrodos, soluções eletrolíticas, melhoria da lei de Kohlrausch com a teoria de Debye-Hückel).

## Obras
- Der Nernstsche Wärmesatz, in Geiger, Scheel Handbuch der Physik 1926